# Estadio Nacional (álbum)
Estadio Nacional es un álbum en vivo de la banda chilena Los Prisioneros grabado a partir de dos conciertos realizados los días 30 de noviembre y 1 de diciembre de 2001 en el Estadio Nacional de Santiago. El motivo de los conciertos fue celebrar el regreso de la banda tras una década de separación. Asistieron más de 140.000 personas (récord histórico en el país) y se grabaron versiones en vivo de 27 de sus canciones. El álbum obtendría certificación de triple disco de platino después de superar las 80.000 copias vendidas.

## Canciones
Estadio Nacional está compuesto por dos discos, en los que se encuentran grabadas las dos noches del concierto.
En el setlist se incluyen, además de los grandes éxitos de la banda, algunos temas menos conocidos como «De Rusia con amor» (cover del tema principal de la película homónima de James Bond), «Generación de miеrda» y «Mal de Parkinson», que representan a Los Prisioneros en sus etapas como Los Vinchukas, Los Apestosos y Gus Gusano y sus Necrofílicos Hemofílicos, respectivamente. Los videos que se tomaron en el recital, disponibles también en el DVD Lo estamos pasando muy bien, fueron muy populares en televisión e internet.
Dos canciones que interpretó la banda en el concierto fueron omitidas del álbum: «Estrechez de corazón», no fue incluida por problemas técnicos que ocurrieron a la hora de interpretar el tema; tampoco está una versión acústica de «Pa pa pa» en el álbum, pero sí está disponible la versión en video. Además de una pequeña humorada donde Claudio Narea hace ruidos con la boca, a lo que Jorge González responde «number nine», haciendo referencia a  «Revolution 9» de The Beatles, ya que George Harrison había fallecido unos días antes.

## Lista de canciones
| Disco 1 |                            |                     |          |  |
| N.º     | Título                     | Vocalista principal | Duración |  |
| 1.      | «La voz de los '80»        | Jorge González      | 5:07     |  |
| 2.      | «Brigada de negro»         | Jorge González      | 4:16     |  |
| 3.      | «¿Por qué los ricos?»      | Jorge González      | 5:06     |  |
| 4.      | «Jugar a la guerra»        | Jorge González      | 4:45     |  |
| 5.      | «¿Quién mató a Marilyn?»   | Miguel Tapia        | 4:43     |  |
| 6.      | «Paramar»                  | Jorge González      | 4:28     |  |
| 7.      | «No necesitamos banderas»  | Jorge González      | 6:42     |  |
| 8.      | «Mentalidad televisiva»    | Jorge González      | 6:29     |  |
| 9.      | «¿Por qué no se van?»      | Jorge González      | 3:56     |  |
| 10.     | «Muevan las industrias»    | Jorge González      | 7:06     |  |
| 11.     | «Por favor»                | Jorge González      | 4:10     |  |
| 12.     | «Tren al sur»              | Jorge González      | 7:35     |  |
| 13.     | «Que no destrocen tu vida» | Jorge González      | 5:05     |  |

| Disco 2 |                                                       |                                              |          |  |
| N.º     | Título                                                | Vocalista principal                          | Duración |  |
| 1.      | «El baile de los que sobran»                          | Jorge González y Miguel Tapia                | 7:53     |  |
| 2.      | «Quieren dinero»                                      | Jorge González                               | 5:30     |  |
| 3.      | «Usted y su ambición»                                 | Jorge González                               | 4:20     |  |
| 4.      | «Maldito sudaca»                                      | Jorge González, Miguel Tapia y Claudio Narea | 3:18     |  |
| 5.      | «Lo estamos pasando muy bien»                         | Claudio Narea                                | 6:31     |  |
| 6.      | «We are sudamerican rockers»                          | Jorge González                               | 3:58     |  |
| 7.      | «Corazones rojos»                                     | Jorge González                               | 4:20     |  |
| 8.      | «Sexo»                                                | Jorge González                               | 7:40     |  |
| 9.      | «La cultura de la basura»                             | Jorge González y Miguel Tapia                | 4:06     |  |
| 10.     | «Mal de Parkinson»                                    | Jorge González                               | 3:02     |  |
| 11.     | «Latinoamérica es un pueblo al sur de Estados Unidos» | Jorge González                               | 6:19     |  |
| 12.     | «Nunca quedas mal con nadie»                          | Jorge González                               | 5:37     |  |
| 13.     | «Generación De Mierda»                                | Jorge González                               | 6:56     |  |
| 14.     | «De Rusia con amor»                                   | Jorge González                               | 4:32     |  |

## Músicos
- Jorge González: voz, bajo, teclado y melódica
- Claudio Narea: guitarras, teclado y voz
- Miguel Tapia: batería y voz